# Крупалия, Эдин
Эдин Крупалия (босн. Edin Krupalija; 31 января 1977, Сараево, СФРЮ) — боснийский бобслеист, участник Олимпийских игр 1998 года.

## Биография
Выступал на Олимпиаде в Нагано в составе четвёрки вместе с Зораном Соколовичем, Нихадом Мамеледжией и Марио Франчичем.